# HMAS Canberra (D33)
Pour les autres navires du même nom, voir HMAS Canberra.
Pour les articles homonymes, voir D33.
Le HMAS Canberra (I33/D33), nommé d'après la capitale australienne de Canberra, est un croiseur lourd de la Marine royale australienne de la sous-classe de croiseurs Kent de la classe County. Construit en Écosse au milieu des années 1920, le navire est mis en service en 1928, et passe la première partie de sa carrière en croisant principalement dans les eaux australiennes, avec quelques déploiements au sein du commandement en chef Chine (en) de la British Royal Navy.
Au début de la Seconde Guerre mondiale, il est utilisé pour des patrouilles et des escortes de convois au large de l'Australie occidentale, du Sri Lanka et de l'Afrique du Sud: il est impliqué dans la chasse de plusieurs croiseurs auxiliaires allemands. Après 1941, le croiseur poursuit ses activités dans les eaux australiennes. Lorsque le Japon entre en guerre, il est réaffecté à des missions de convoyage autour de la Nouvelle-Guinée, entrecoupées d'opérations dans les eaux malaisiennes et javanaises. Plus tard, le Canberra rejoint la Task Force 44 et participe à la première phase de la bataille de Guadalcanal, à savoir le débarquement de Tulagi du 7 au 9 août 1942. Le 9 août 1942, lors de la bataille de l'île de Savo, le Canberra est touché par des tirs japonais, les premiers de la bataille. Sa propulsion est hors d'usage, l'équipage est évacué par deux destroyers américains qui coulent ensuite le navire dans le Ironbottom Sound. 
Le croiseur USS Canberra de classe Baltimore de l'United States Navy, mis en service en 1943, a été nommé en l'honneur du navire australien, et est le seul navire de guerre américain portant le nom d'une capitale et d'un navire étrangers.

## Conception
Le Canberra est l'un des sept croiseurs de classe Kent —une sous-classe de la classe de croiseurs County— conçu par Eustace Tennyson d'Eyncourt. Le navire mesure 590 pieds (179,8 m) de longueur entre perpendiculaires et 630 pieds (192 m) de Longueur hors-tout, avec un maître-bau de 68,25 pieds (20,8 m) et un tirant d'eau maximum de 21 pieds (6,4 m). Il déplace 9 850 tonnes en charge légère et 10 000 tonnes en charge standard. Les navires de classe Kent sont construits pour répondre aux restrictions du traité naval de Washington de 1922 avec notamment une réduction de l'armement et de la protection
Le Canberra est propulsé grâce à huit chaudières à vapeur Yarrow alimentant quatre turbines Brown-Curtis ; celle-ci, fournissant une puissance de 80 000 chevaux aux quatre arbres d'hélices du navire. Le croiseur atteint la vitesse maximale de 31,5 nœuds (58,3 km/h), qui peut être maintenue sur une distance totale de 2 870 milles marins (5 315,2 km). La distance maximale de 13 200 milles marins (24 446,4 km) est atteinte à 12 nœuds (22,2 km/h) de vitesse de croisière standard.
Avant la Seconde Guerre mondiale, l'équipage du navire s'élève normalement à 690 hommes (49 officiers, 641 officiers mariniers et marins). Ce nombre s'élève à 710 lorsque le Canberra joue le rôle navire amiral. En période de guerre, l'équipage normal s'élève à 751 hommes (61 officiers, 690 officiers mariniers et marins). 819 personnes sont à bord au moment du naufrage